# Kultursociologi
 Der er for få eller ingen kildehenvisninger i denne artikel, hvilket er et problem. Du kan hjælpe ved at angive troværdige kilder til de påstande, som fremføres i artiklen.

 Ikke at forveksle med Kunstsociologi.
Kultursociologi betegner et sociologisk fagområde, der lægger vægt på begrebet kultur som grundlag for sociologiske undersøgelser. Feltet trækker rødder tilbage til den tyske sociolog Max Weber, der betegnede sociologien som en kulturvidenskab fremfor en samfundsvidenskab. Kultursociologiske undersøgelser lægger typisk vægt på menneskers adfærd, vaner og sociale forhold såsom værdier og normer. Som universitetsfag blev det i Danmark etableret på Københavns Universitet med retssociologen Verner Goldschmidt som første professor.[kilde mangler]

## Kulturbegrebet
Begrebet kultur skal forstås bredt, når der tales om kultursociologi. Der tænkes ikke kun på dén kultur der behandles af avisernes kultursider, men på menneskelig kultur i almindelighed.
Nogle kultursociologer har ganske vist arbejdet med teatersociologi, men de fleste med helt andre emner fra u-landskulturer til arbejdslivets sociologi i almindelighed med stor vægt på udviklingsaspektet.
Den delvis beslægtede litteratursociologi er i Danmark især blevet udøvet af litteraturforskere og har kun i begrænset omfang tiltrukket kultursociologer og sociologer.

## Kultursociologi som alternativ til positivistisk sociologi
Hensigten med faget kultursociologi var at etablere en anden form for sociologi end dén der blev undervist og forsket i under ledelse af positivisterne professor Kaare Svalastoga, der kom fra Norge, juristen Erik Høgh og flere andre. Forskellen skulle være både indholdsmæssig og tilgangsmæssig. Til forskel fra sociologi som var placeret under samfundsvidenskaberne, var kultursociologi placeret under humaniora.
Faget skulle bestå af flere dele: Samfundsvidenskabernes filosofi og historie. Sociologisk metode. Forholdene i ikke-industrialiserede lande. Forholdene i industrialiserede lande. En del af undervisningen omhandlede socialpsykologi og socialantropologi. Uddannelsen kunne gennemføres på tre niveauer, som bifags- og som hovedfagsudannelse og endelig på det daværende konferensniveau.
Mens 'klassiske' sociologer i Danmark arbejdede en del med spørgeskemaundersøgelser, og statistisk behandling af store data, dvs. kvantitativ sociologi, hvis resultater blev bearbejdet med statistik, lagde kultursociologer større vægt på deltagerobservation og andre kvalitative metoder såsom kvalitative interviews.

## Udviklingen i kultursociologi og sociologi
Parallelt med studenteroprøret og stærkt påvirket af ideologikritik, marxisme og strukturalisme skiftede undervisning og forskning karakter i både kultursociologi og sociologi, og der skete en vis form for tilnærmelse i dén måde faget blev studeret på. Både sociologer og kultursociologer – og studerende og lærere i andre fag – var i 1970'erne engageret i udarbejdelsen af fagkritiske rapporter som malerrapporten, bryggerirapporten og mange andre. Disse rapporter bidrog til at der blev større offentlig opmærksomhed om problemer i arbejdsmiljøet.
Verner Goldschmidt forlod studiet efter nogle år for i stedet at etablere undervisning og forskning på et nyt samfundsfagligt institut på det nuværende Danmarks Tekniske Universitet.
I årene 1984-87 blev professor Henning Eichberg ansat af Kulturministeriet på instituttet i København. Han inddrog kropskulturstudier i kultursociologiens program.

## Omstrukturering som følge af politisk beslutning
Undervisningen og forskningen i begge de sociologiske fag på Københavns Universitet blev omstruktureret efter indgriben af daværende undervisningsminister Bertel Haarder, og uddannelsen blev lukket i en periode i midten af 1980'erne, hvilket gav anledning til faglige konflikter.

## Et nyt sociologifag
Efter nogle år blev der etableret et nyt fag hvor elementer fra de tidligere fag og metoder blev integreret, og hvor de ledende lærere kom andetsteds fra. Man kan i dag (2006) specialisere sig i tre forskellige linjer på kandidatuddannelsen i sociologi: 'politisk sociologi', 'organisation, ledelse og arbejdsmarked' og ’kultursociologi’.